# 메이슨 다이
메이슨 다이(Mason Dye, 1994년 7월 15일 ~ )는 미국의 배우, 텔레비전 배우이다.
쇼니에서 태어났다.

## 영화
- 레프트 비하인드: 남겨진 시대 (2016년)
- 의붓딸 (2015년)
- 내추럴 셀렉션 (2015년)
- 플라워즈 인 디 애틱 (2014년) - 크리스토퍼 역
- 어드벤쳐 오브 베일리: 어 나이트 인 카우타운 (2013년)